# Phasmodes ranatriformis
Phasmodes ranatriformis is een rechtvleugelig insect uit de familie sabelsprinkhanen (Tettigoniidae). De wetenschappelijke naam van deze soort is voor het eerst geldig gepubliceerd in 1843 door Westwood.